# Lepanthes macrolabia
Lepanthes macrolabia es una especie de orquídea epífita originaria del nororiente  de Cuba
Entre las especies de Lepanthes descritas para Cuba, esta puede ser fácilmente reconocida por sus plantas de tamaño pequeño, cespitosas, sus pétalos obtriangulares y su labelo reniforme inciso en la punta

## Descripción
Plantas rupícolas, pequeñas, en matorrales, suberectas a horizontales, de hasta 3 cm de altura. Raíces delgadas, flexuosas, filiformes, de hasta 0.2 mm de diámetro. Ramicaules de 9 a 15 mm de largo, envueltos por 3 a 5 vainas infundibuliformes, finamente ciliadas a lo largo de las costillas y las ostias dilatadas y acuminadas. Hojas ligeramente coriáceas, lanceolado-elípticas, de 13.5 a 15.2 × 4.5 a 5.1 mm, el ápice atenuado, emarginado, triapiculado; la base se estrecha en un pecíolo de 1 a 2 mm de largo. Inflorescencia en racimo sucesivamente florecido adpreso, con hasta 4-6 flores, del mismo largo que la hoja, nacido en el lado adaxial de la hoja mediante un pedúnculo filiforme de 9-13 mm de largo; brácteas florales imbricadas, ovadas, glabras, acuminadas, de 0.3 mm de largo; pedicelos de 1.25 mm. Ovario sub-clavado, terete, verrugoso, tricarínate, de 3 mm de largo. Flores con sépalos translúcidos entremezclados con magenta hacia la base, sépalos de color crema verdoso, pétalos amarillos entremezclados con rojo en la base, labelo amarillo, también entremezclado con rojo en la base, columna magenta. Sépalos obovados, agudos, margen entero, revoluto, reflexo. Sépalo dorsal con 3 venas, de 2.70 a 3.18 × 1.10 a 1.56 mm. Sépalos laterales con 2 venas, connados 0.3 mm en la base, de 2.36 a 2.43 × 0.96 a 1.09 mm. Pétalos ampliamente obtriangulares, ligeramente trilobulados en el margen apical, microscópicamente pubescentes, de 0.73 × 1.02 a 1.25 mm; labelo reniforme, microscópicamente pubescente, margen revoluto, ápice obcordado, inciso casi hasta la mitad, los lóbulos basales cordados erectos y rodeando ligeramente la columna, la base adnata hasta la mitad de la columna, de 1.93 a 2.46 × 2.13 a 2.46 mm extendido. Columna delgada, terete, microscópicamente pubescente, de 1.25 mm de largo, estigma apical; antera apical ovada, cuculada, de aproximadamente 0.4 mm de largo; polinias no visibles. Cápsula de 3 lóculos, tricarinada, fusiforme, glabra, de 3.20 mm de largo.

## Distribución y hábitat
Lepanthes macrolabia se encuentra en el este de Cuba, en la provincia de Guantánamo, a una altitud de 80 m, en un rango de 200 m2 desde la localidad tipo. Las plantas crecen sobre rocas cubiertas de musgo a 1.0-1.5 m por encima del río Duaba. Lepanthes macrolabia crece simpátricamente con otras Pleurothallidiinae como Specklinia grisebachiana (Cogniaux 1909: 409) Luer (2004: 260), S. tribuloides (Sawrtz 1788: 123) Pridgeon y M.W. Chase (2001: 259) y Acianthera papulifolia (Luer 1999: 116) Luer (1999: 118).

## Taxonomía
Lepanthes macrolabia fue descrita por E.Restrepo y Soto-Calvo, publicado en Phytotaxa 229-239. 2020.
Etimología
Ver: Lepanthes
macrolabia: epíteto Desde el griego "makros", que significa 'largo, grande', y desde el latín "labium", que significa 'estructura similar a un labio', en alusión al gran labelo de esta especie, que es sin duda el más grande entre las especies cubanas.